# Вителли, Камилло
Камилло Вителли (1459, Читта ди Кастелло — май 1496, Чирчелло) — аристократ из дома Вителли, маркграф Сант-Аджело-дей-Ломбарди и герцог Гравины в Апулии. Кондотьер на службе у Папского государства и королевства Франция. Брат кондотьеров Паоло, Джулио и Джованни Вителли. Отец кондотьера Вителло Вителли. Первым в военной истории применил во время боя аркебузиров на лошадях.

## Биография

### Ранние годы
Родился в 1459 году в семье Никколо Вителли и Пантасилеи Абокателли. С 1474 года отличился при защите Читта-ди-Кастелло, сеньором которого был его отец. Город осаждали войска римского папы Сикста IV под командованием Лоренцо Джустини. В ночь на 11 сентября 1483 года Камилло, вместе с братьями Паоло и Джованни, устроил засаду Джустини, стоявшему лагерем неподалеку от города Дерута, в деревеньке Сант’Анджело-ди-Целле, и сумел отпугнуть вражескую армию, которая оставила после себя большую добычу. Захваченные трофеи юноши привезли своему отцу.
На Рождество 1483 года Камилло, пытаясь проникнуть в деревню Челальба, близ города Сан-Джустино, был схвачен папскими ополченцами. Узнав о пленении сына, Никколо Вителли немедленно выступил против Челальбы, однако поход успеха не имел. 6 февраля 1484 года Камилло, вместе с семнадцатью соратниками, был доставлен в Замок Ангела в Риме, откуда он пытался бежать в ночь с 27 на 28 февраля. Во время этой попытки Камилло повредил ногу и не смог уйти. Он был схвачен и доставлен во дворец Савелли.

### Воинственность в состоянии церкви
По миру заключённому 3 мая 1484 года между римским папой Сикстом IV и Никколо Вителли, Камилло был освобождён и передан на службу понтифику, вместе со своими братьями Вителлоццо и Паоло. В это время он находился под командованием Джентиле Вирджинио Орсини и Роберто Сансеверино д’Арагона. В 1487 году Камилло был принят в доме Бальони в Перудже. В 1489 году, находясь всё ещё в Перудже, он содействовал заключению мира между коммунами Спелло и Фолиньо, которые находились в длительном конфликте из-за вопроса о границе между двумя общинами. Бальони, которых поддерживали жители Спелло, разрешили спор в пользу последних, чем сильно разозлили жителей Фолиньо. Поэтому в конфликт пришлось вмешаться Камилло, который сумел добиться трёхмесячного перемирия между двумя фракциями. В 1489 году кондотьер вмешался в спор с изгнанным из Перуджи Джулио Чезаре делла Стаффа, который взял замок Беккатикелло, но был вынужден вернуть свои завоевания без боя посредством соглашений. Камилло также участвовал в осаде Пачиано, вместе с Рануччо да Маршано, который сражался с изгнанниками во главе с Агаменноне Арципрети, и позаботился о том, чтобы Филиппо и Джулиано дельи Одди из дома противников Бальони остались живы, когда 25 марта 1489 года они вышли из Пачиано для ведения переговоров. 6 апреля того же года кондотьер покинул Сольфаньяно, вместе с братом Паоло, и прибыл в родной город. 12 апреля Камилло снова вернулся в Перуджу, где опять остановился в доме Бальони, на месте которых ныне стоит Замок Павла, и на следующий день отправился в Спелло, где проблемы с жителями Фолиньо всё ещё не были решены. Он сумел добиться от двух городов сначала перемирия на месяц, а затем окончательного мира, который был заключён 18 мая 1489 года при посредничестве самого Камилло и тогдашнего кардинала Сиены, будущего римского папы Пия III.

### На службе у короля Франции
В 1494 году Камилло, вместе с братьями Вителлоццо и Паоло, перешёл на службу к королю Франции Карлу VIII, который выступил в поход, начав Итальянскую войну, продлившуюся с 1494 по 1498 год. Перед Камилло с братьями король поставил задачу разгромить в Генуе представителей дома Адорно, поддержав дом Фрегозо. Из Генуи, в составе французской армии, 6 июля 1495 года Камилло участвовал в битве при Форново, по итогам которой довольный король подарил ему золотое ожерелье и посвятил в рыцари. Джованни Карло Сарасени высказался по поводу этого посвящения следующим образом: «Король Карл развеселившись, незаметно пробрался с оружием к нескольким своим офицерам и слегка коснулся плеч доблестных воинов обнажённой рапирой, посвятив таким образом их в рыцари; среди последних был и Камилло Вителли, отличавшийся не только природной статью, но и духом и истинно римской смелостью». Эта история представлена на фреске 1690 года.
На короткое время Камилло вернулся в Лигурию, где вместе с Фрегозо осадил и взял Ла-Специю. 22 июля 1495 года он с братьями прошёл на территорию Тосканы через долину Медиа-Валле-дель-Серкио и выступил на стороне пизанцев против флорентийцев. При этом Камилло продолжал оставаться на службе у короля Франции, участвуя с французами в обороне Новары от нападений венецианцев. В 1496 году, в составе французской армии, он сражался с анжуйцами в Неаполитанском королевстве. Камилло убедил Джентиле Вирджинио Орсини участвовать вместе с ним в этой кампании. Выступив к Тоди на помощь Альтобелло и Витторио да Канеле против гвельфов из дома Атти, он захватил замок Фьоре и приказал перебить всех жителей, включая детей. Затем перейдя в Лучеру, кондотьер столкнулся с семистами немецкими ополченцами, пришедшими из Трои, и впервые в военной истории применил в бою аркебузиров на лошадях, используя тактику караколло. Таким образом, за свою доблесть он получил от Карла VIII титул маркграфа Сант-Анджело-деи-Ломбарди и герцога Гравины в Апулии. Затем отправившись с французской армией на осаду Чирчелло, Камилло приказал солдатам перелезть через городские стены; но видя их нерешительность, он сам спешился с коня и со многими своими рыцарями мужественно и доблестно начал взбираться по стене. И здесь кондотьера настиг камень, брошенный в него женщиной. Мишель де Силва, кардинал-посол Португалии в Риме, посвятил Камилло сонет, сравнив его с Пирром, который также был сражён женщиной, бросившей в него камень.